# Правое дело (фильм)
«Правое дело» (англ. Just Cause; вариант названия: «Справедливый суд») — кинофильм. Экранизация произведения, автор которого — Джон Катценбах.

## Сюжет
В болотах Флориды находят зверски убитую девочку. В убийстве обвиняют Бобби Эрла Фергюсона. В то время как этот человек, которому грозит электрический стул, находится в камере смертников, гарвардский профессор Пол Армстронг пытается ещё раз расследовать это преступление. Все глубже проникает он в сплетение расизма, интриг и преступлений, однако истина оказывается страшнее самых худших его предположений…

## В ролях
| Актёр               | Роль                         |
| ------------------- | ---------------------------- |
| Шон Коннери         | профессор Пол Армстронг      |
| Блэр Андервуд       | Роберт Эрл Фергюсон          |
| Лоренс Фишберн      | шериф Тэнни Браун            |
| Кейт Кэпшоу         | Лори Прентисс Армстронг      |
| Эд Харрис           | маньяк Блэр Салливан         |
| Крис Сарандон       | Лайл Морган                  |
| Скарлетт Йоханссон  | Кейт Армстронг               |
| Нед Битти           | МакНэйр                      |
| Кевин Маккарти      | Фил Прентисс                 |
| Хоуп Лэнг           | Либби Прентисc               |
| Руби Ди             | бабушка Бобби Эрла Фергюсона |
| Крис Сарандон       | Лайл Морган                  |
| Дэниел Дж. Траванти | надзиратель                  |